# Pixel Buds
Pixel Buds（ピクセル バッズ）は、Googleが開発および販売する、Pixelブランドのワイヤレスイヤホンシリーズである。
2017年10月4日に、第1世代のモデルが登場して以降、2019年にはアップグレード版となる同名の第2世代モデル、2021年6月には、第2世代モデルのミドルレンジ版、Pixel Buds A-Seriesが、さらに2022年5月には、ノイズキャンセリングなどの追加機能を搭載した高価格帯のモデル、Pixel Buds Proも発表された。

## 第1世代
2017年10月4日のMade by Googleイベントで発表され、発表当日からGoogle Storeでの事前予約が可能となった。Pixel 2も同時に発表された。
カラーリングは、Pixel 2に準拠したもので、耳に見える円形のプラスチックキャップの色から、Just Black、Clearly White、Kinda BlueとPixel 2と同じように命名された。2019年10月に第2世代モデルが発表された後、第1世代はストアから削除され、販売終了した。

### ハードウェア
ジーナ・ライマンがデザインチームを率いた。
Bluetooth 4.2を使ってワイヤレスで接続できる左右2つのイヤホンが、ファブリックで覆われたケーブルで、物理的に繋がった構造である。ケーブルの長さは、ユーザーに合うように個別で調整できる。
いわゆるオープンエアデザインを採用しており、ドライバーはユーザーの外耳道のすぐ外にあるため、外部の音の遮音性は比較的弱い。
電源は、左側のイヤホンの120mAhバッテリーで駆動し、そ一度充電すれば、連続で5時間動作する。
イヤホンを収める充電ケースは、ファブリックで覆われたもので、イヤホンを充電できるバッテリーとUSB-Cポートを備える。このUSB-Cポートでケースのバッテリーを充電できる。ケースのバッテリー容量は2.39Whで、24時間の電池持ちである。
イヤホンがソケットに正しく置かれると、左右のイヤホンを接続するケーブルが、上蓋の内側で正しく巻き込まれるようになっている。
またケースには、イヤホンを手動でペアリングするボタンと、充電の状態とペアリングの準備状況を伝えるためのLEDインジケーターもある。
| 名称          | キャップ | アクセント |
| ------------- | -------- | ---------- |
| Just Black    | 黒       | 白         |
| Clearly White | 白       | コーラル   |
| Kinda Blue    | 青       | 水色       |

### 機能
際立った特徴としては、Googleのスマート音声アシスタントであるGoogleアシスタントが含まれていることがあげられる。また、Google翻訳にも対応し、ウェブ検索やメディア接続などの他の標準機能を使用している際にも、リアルタイムで会話を翻訳することができる。翻訳機能は40の言語に対応している。
2017年10月の発表時のデモンストレーションにより、発表初期の報道では、Pixel Budsの翻訳能力について、ダグラス・アダムスによる銀河ヒッチハイク・ガイドのバベルフィッシュを引き合いに出して比較していた。しかし、実際のPixel Budsは、単にスマートフォンで実行されているGoogle翻訳で動作する、文字起こしと機械翻訳のためのマイクとスピーカーであったため、Wiredのレビューにおいて、ジェームズ・テンパートンはリリースされた「ちょっとした詐欺」であるとした。「英語に翻訳されたドイツ語で返事をするドイツ人に、英語で話を伝えるには、2台のPixel 2と、2つのPixel Budsが必要になる。そして、アシスタントが音声認識をしている間、おそらく会話のほとんどの時間、中距離をぎこちなく見つめて過ごすことになる。手短に言えば、実際にこれを行うのにPixel Budsは必要なく、完全に無意味な周辺機器である」とも述べている。
また、右側のイヤホンの表面には触覚感知機能があり、タップするとオーディオを再生または一時停止し、前後にスワイプするとそれぞれ音量を上げたり下げたりし、タップして長押しするとGoogleアシスタントが起動する。
さらに、ダブルタップすると、通知が読み上げられ、トリプルタップすると、Pixel Budsを本体と接続、もしくは本体から切断する。Pixel Budsには耳を感知する機能がないため、オーディオ再生は自動的に一時停止せず、イヤホンを取り外した後もこの機能が有効のままになっている。無効になるのは充電ケースに入れた時である。
Pixel Budsの登場と同時に、Androidには「Fast Pair」機能が導入された。Android 6.0（Marshmallow）以上を実行するスマートフォンでは、Bluetoothが有効になった状態でケースの蓋を開くと、ユーザーにイヤホンを電話とペアリングするように促す通知が、自動で表示される。ケースのボタンは、必要に応じてPixel Budsを手動でペアリングするために使用可能である。

### 批判
Pixel Budsについての評価の多くは否定的で、特に充電ケースと、左右のイヤホンを固定するケーブルに批判が向けられた。Googleのサポートページでは、Pixel Budsには充電ケースにはイヤホンを置きやすいよう磁石が内蔵されているにもかかわらず、「充電ピンがしっかりと固定されていることを確認するために押し下げる」よう、ユーザーに呼びかけていた。
2018年には、Googleが、Google翻訳はアシスタントに最適化されたすべてのヘッドフォンと、Androidスマートフォンで利用可能になったことを発表した。Pixel BudsとPixelスマートフォンの組み合わせにとどまらず、より多くのデバイスにサービスを開くことに関して、研究者のマティック・ホルヴァートは、Googleがリアルタイムでの自然言語の音声認識に使われる、ニューラルネットワークを訓練するために、より多くのデータを必要としているのではと指摘した。

## 第2世代
第2世代（第1世代との区別のためにPixel Buds 2、もしくはPixel Buds 2020とも呼ばれる）は、2019年10月15日にPixel 4と同時に発表された。2020年4月27日にアメリカで発売され、登場時から好評を得た。その後、同年7月には、アイルランド、イギリス、イタリア、オーストラリア、カナダ、シンガポール、スペイン、ドイツ、フランスでリリースされた。
| 名称          | キャップ |
| ------------- | -------- |
| Clearly White | 白       |
| Oh So Orange  | オレンジ |
| Quite Mint    | 緑       |
| Almost Black  | 黒       |

当初は、Clearly Whiteのモデルのみ販売されており、他の3色（Oh So Orange、Quite Mint、Almost Black）は、発売4か月後の8月20日からアメリカで販売が始まった。2021年4月にはOh So Orangeのモデルが販売終了となり、そして2021年6月、後継機種となるPixel Buds A-Seriesの発表に伴い、他の3色のモデルも販売を終了した。

### デザインと機能
ルーク・マストランジェロがデザインを主導した。そして、イザベル・オルソン、ケニー・スウィート、ジーナ・レイマンがプロダクトデザインチームを率いた。
左右のイヤホンがケーブルで物理的に固定されていた第1世代とは異なり、第2世代は左右が別々となった。その代わりに、スタビライザーアーク（Stabilizer Arc）と呼ばれる、耳にぴったりフィットするデザインが導入された。加えて、各イヤホンには、ユーザーの耳にフィットしやすいように設計された、柔らかいゴム製のイヤーチップがあり、遮音性を高めている。フィット感をカスタマイズできるよう、サイズは3つあり、すべて第2世代モデルでは同梱されるようになった。
わずかに突き出た、色付きの円形のドーム部分では、第1世代と同じタッチとジェスチャーコントロールが使用でき、ダブルタップ（次のトラックへ進む）とトリプルタップ（前のトラックに戻る）の操作が追加されている。また、第2世代からは、右だけではなく両側で使用できるようになった。
また、Googleアシスタントをハンズフリーで起動できるよう、従来のタップして長押しだけではなく、「Hey Google」と呼びかけることでも反応するようになった。
充電ケースのサイズは、63 mm × 47 mm × 25 mm (2.48 in × 1.85 in × 0.98 in) であり、サイズとデザインは、AppleのAirPodsの充電ケースに近くなった。外観は、カリフォルニア州にあるアシロマ・ステート・ビーチから採取した、風化した岩に触発されたデザインとなっている。ソケットには、各イヤホンを固定し、充電ピンに合わせるための磁石が備わっている。また、第1世代にはなかったケースのワイヤレス充電機能が追加された。

### 評価
音飛びや断続的な接続の問題については、第2世代モデルの発売後から報告が相次ぎ、特に屋外で、または頭を動かしたときに発生すると報告されるようになった。この接続の問題に対処するため、複数のファームウェアアップデートが行われたものの、一部のユーザーからは、基本的な機能を維持するために一部の機能をオフにしなければならなくなっているとの声が上がった。 Googleは後に、第2世代のPixel Budsでは、右のイヤホンは直接デバイスに接続している一方、左のイヤホンは右のイヤホンと接続しており、左のイヤホンとの間で信号を中継していると説明した。のちに、問題は後にBluetooth接続による干渉に起因するとされ、基本設計に関わる問題であることから、アップデートでは修正できなかった。

## A-Series
| 名称          | キャップ |
| ------------- | -------- |
| Clearly White | 白       |
| Dark Olive    | 緑       |
| Charcoal      | 灰色     |

2021年6月3日に発表された。第2世代モデルのミドルレンジ版で、外観の大部分は第2世代と同じである。同年6月17日にアメリカとカナダで発売された。さらに8月には、アイルランド、イタリア、イギリス、インド、スペイン、ドイツ、フランスでリリースされた。当初は、Clearly WhiteとDark Olive （緑色）の2色が展開されていたが、2022年10月にはCharcoal（ダークグレー）が追加された。

### デザインと機能
デザインは、再びGoogleのジーナ・レイマンが率い、ダスティン・リーとジェレマイア・ベイカーなどが参加した。
第2世代のPixel Budsとデザインはほぼ同一である。また、第二世代同様、スタビライザーアーク（Stabilizer Arc）により、耳にぴったりフィットするスタイリッシュなデザインになっており、Googleによれば、ユーザーの快適さを高めるためにA-Seriesではゴムをより柔らかくしたとしている。加えて、第2世代モデルから強化されたタッチコントロールは継続して搭載されたが、スワイプによる音量調整機能のみ削除された。また、第2世代モデルで発生していた接続の不具合を解消するため、左右のイヤホンがどちらもデバイスに接続されるように設計が変更された。本体外部には、第2世代モデルでは3つの金属製充電ピンを使用していたが、A-Seriesでは2つのプラスチック製ピンに変更された。
充電ケースは第二世代と同じサイズで、内部設計や機能もほぼ同一だが、ワイヤレス充電機能は省略された。また、A-Seriesの充電ケースの内部は、イヤホンの色に合った光沢のあるプラスチックで仕上げられており、充電ケースの内部が黒い小石のような仕上げだった、第2世代モデルとはこの点も異なる。さらに、LEDインジケータも、蓋の内側（イヤホンの充電状態用）と外部（ケースの充電とペアリングステータス用）の2つから、両方の機能を組み合わせた外部インジケーター1つに削減された。

## Pro

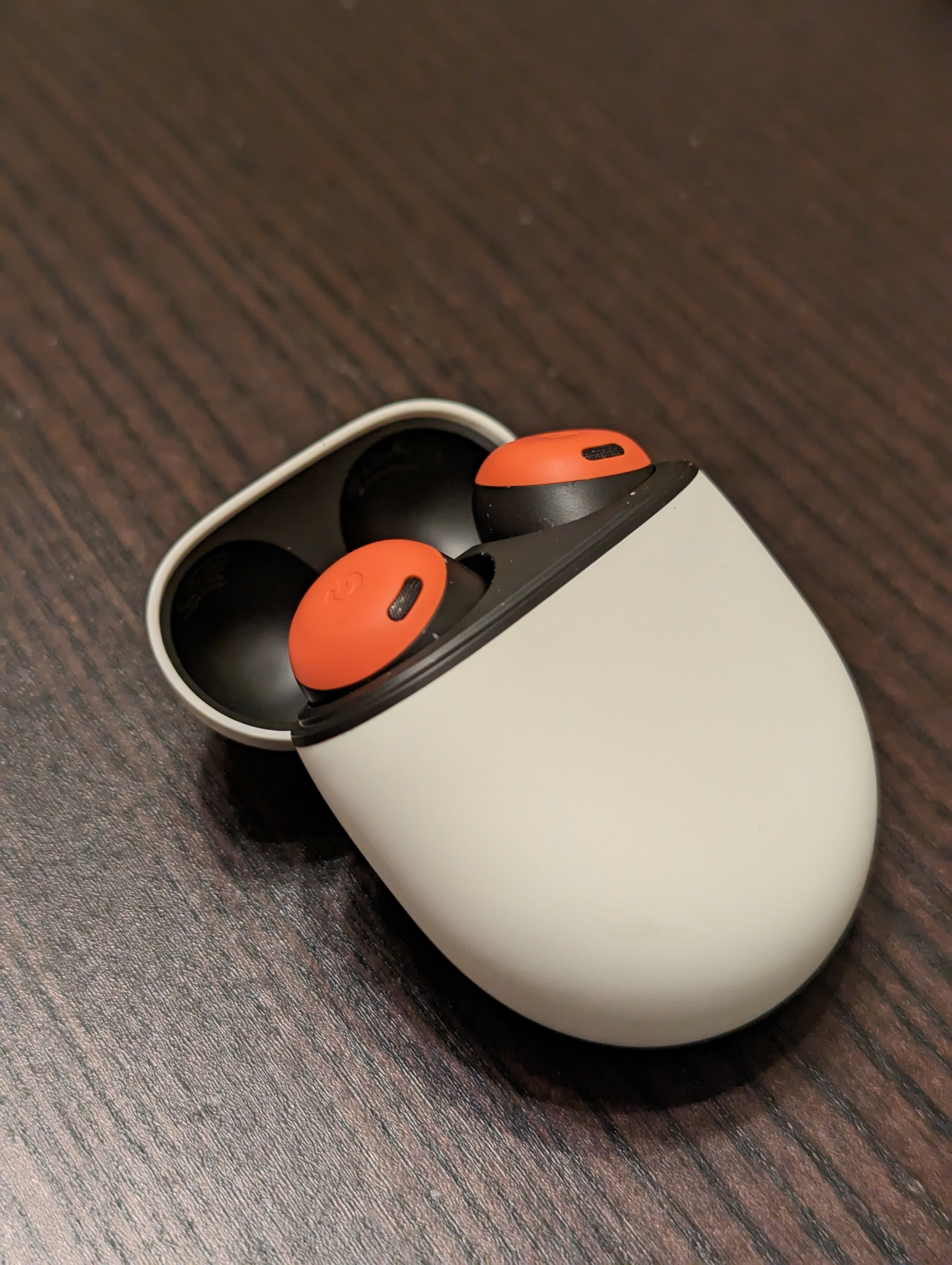
充電ケースに入った、コーラルのPixel Buds Pro

2022年5月11日、Google I/O基調講演にて、Pixel Budsの最上位機種として発表された。同年7月28日、アイルランド、アメリカ、イギリス、イタリア、オーストラリア、カナダ、シンガポール、スペイン、台湾、ドイツ、日本、フランスで発売された。カラー展開は４色、Charcoal（ダークグレー）と、Coral（コーラル）、Fog（ライトブルー）、そして、Lemongrass（黄緑色）となった。その後、2023年10月のPixel 8登場にあわせて、Bay（パステルブルー）と、Porcelain（ライトグレー）の2色も追加された。

### デザインと機能
バックグラウンドノイズを低減する、アクティブノイズキャンセリング（ANC）にPixel Budsシリーズとしては初めて対応し、これにより、外部ノイズを増幅してイヤホンを取り外さずに会話を容易にする「外部音取り込みモード」も搭載された。これに伴い、タッチジェスチャーを、左右のイヤホンごとに個別に設定できるようになり、デフォルトでは、1つはGoogleアシスタントの起動、もう1つはANCと外部音取り込みモードを切り替えるよう割り当てられている。
その他には、ANCに必要なより大きなバッテリーと、音響要素に起因するProのサイズの増加を克服するために、第2世代とA-seriesで採用された、スタビライザーアークデザインが廃止された。左右のイヤホンとも、ユーザーの耳に滑り込むように設計されたシリコンチップがあり、遮音性を高めている。
| 名称       | キャップ     |
| ---------- | ------------ |
| Coral      | オレンジ     |
| Fog        | ライトブルー |
| Charcoal   | ダークグレー |
| Lemongrass | 黄緑色       |
| Bay        | 青           |
| Porcelain  | ライトグレー |

充電ケースのデザインはこれまでのモデルと近いものだが、Proモデルのイヤホンはサイズが大きくなっているため、それに対応するために、63.2 mm × 50 mm × 25 mm (2.49 in × 1.97 in × 0.98 in)と、わずかに大きくなった。
最初のリリース後もファームウェアアップデートが行われ、5バンドイコライザー機能の追加（2022年10月）や、ヘッドトラッキングと空間オーディオへの対応（2023年1月）など、機能追加が複数行われ、2023年10月には、会話検出機能と強化された騒音軽減機能が追加された。

### 評価
主要テックメディアから好評を受け、その快適性、改善されたアンテナ性能、プレミアムな使用感が評価された。